# Burg Langeleben
Die Burgruine Langeleben war eine kleine Wasserburg im  historischen Ort Langeleben im Höhenzug Elm in Niedersachsen. Die heutige Ruine besteht nur noch aus der Giebelseite eines Gebäudes. Die Gesamtanlage ist durch den erhaltenen Wassergraben mit Teich und Außenwall noch plastisch erkennbar.

## Beschreibung
Die Reste der Burganlage befinden sich auf 260 m ü. NHN im nördlichen Teil des Elms. In der Nähe entspringt aus einem Quellhaus der Schierpkebach, der den Wassergraben der Burg speist. Er ist an einer Seite zu einem Burgteich erweitert. Die fast quadratische Burgstelle hat einen Durchmesser von etwa 40 Meter.
Von der 1626 zerstörten Burg besteht nur die westliche Giebelseite eines 12 Meter hohen und fast 10 Meter breiten Steingebäudes aus 1,5 m starkem Mauerwerk. Daran schloss sich ein 16 × 10 Meter großes Gebäude an. Um 1600 soll in dem Gebäude eine Kirche eingerichtet gewesen sein. Der Verlust der Baumasse steht im Zusammenhang mit dem Bau des nahe gelegenen Jagdschlosses ab 1689. Dabei wurden der Burgruine 700 Fuder (entsprechen etwa 600 Kubikmeter) Steine entnommen.
Anfang der 1970er Jahre fanden auf dem Burghügel Ausgrabungen statt, bei denen die Fundamente von drei Gebäuden entdeckt wurden. 2013 ließ das Forstamt Wolfenbüttel der Niedersächsischen Landesforsten den Ruinenrest gegen weiteren Verfall sichern, nachdem Gesteinsbrocken aus der Wand herausgebrochen waren.

## Geschichte

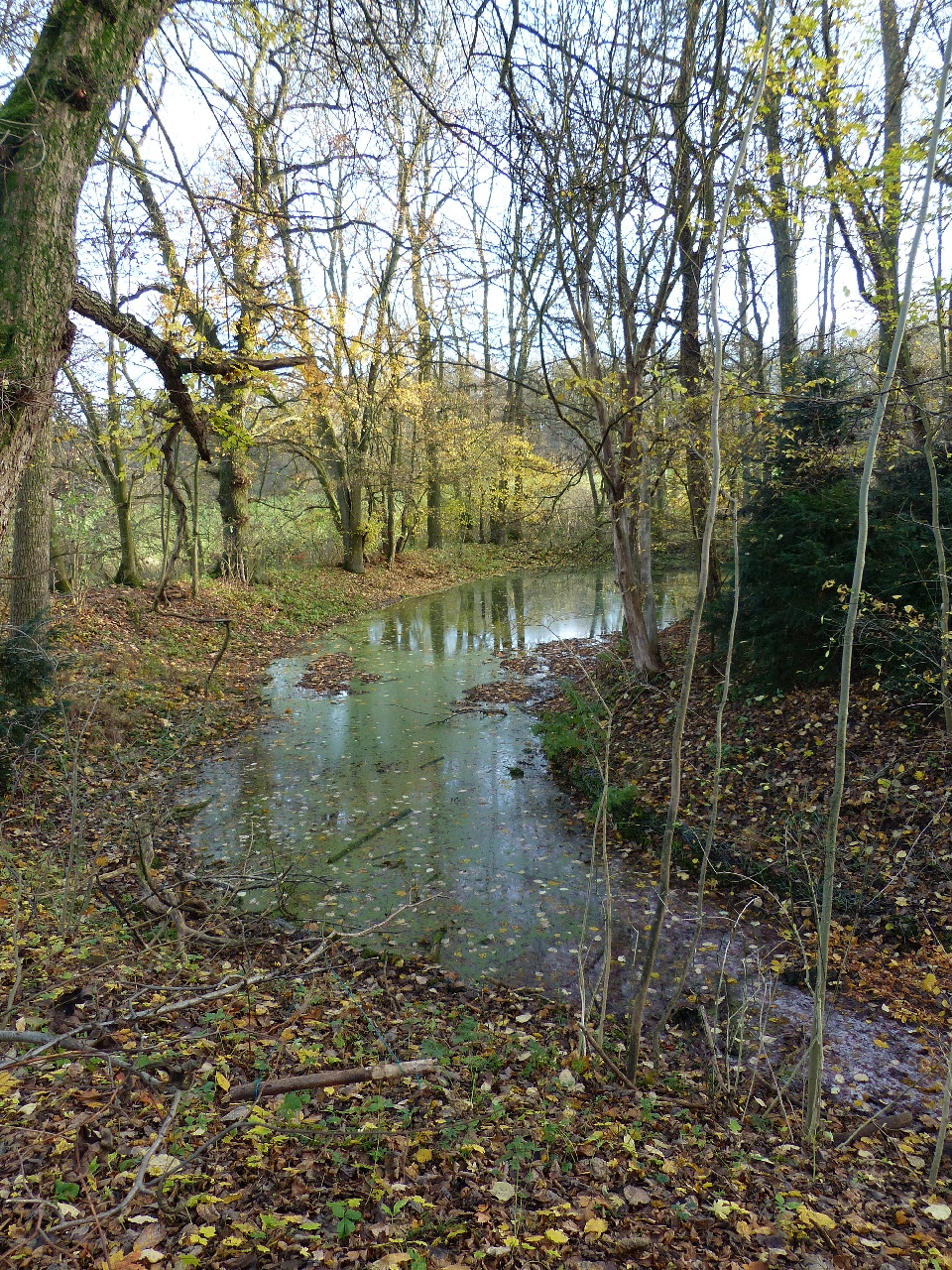
Burggraben

Bereits 1258 wird ein „castrum“ als Burg in Langeleben erwähnt. Die Herren von Asseburg hatten sie von den 
Herzögen von Braunschweig-Lüneburg zum Lehen erhalten. 1318 gab Herzog Otto der Milde die Burg als Lehen an die Herren von Sunstedt. 1344 stand die Burg wieder im Besitz der Herren von Asseburg. Ein weiterer Lehnsnehmer waren die von Heimburg. Während des 13. bis 15. Jahrhunderts erwähnen Urkunden ein Rittergeschlecht von Langeleben. 1555 trat Heinrich von Asseburg die Burg und die Siedlung Langeleben an Heinrich von Veltheim auf Destedt ab. Der Wohnplatz war zu der Zeit stark verfallen. Es wird berichtet, dass die Burg „dach- und fachlos“ war und die umgebenden Scheunen und Viehhäuser „niedergefallen“ waren. 1575 erwarb Hofmarschall Heinrich von Schenk die Burg. Als neuer Besitzer baute er die Burg und die Wirtschaftsgebäude wieder auf. 1609 war die Anlage wiederhergestellt, die nunmehr mehr wirtschaftliche als militärische Bedeutung hatte. Die neuen Gebäude (Scheunen, Back- und Brauhaus, Pforthaus, Sommerhaus) standen nördlich der Burg in einem viereckigen Hof.
Im Dreißigjährigen Krieg wurde die Burg 1626 im Zusammenhang mit der Belagerung von Wolfenbüttel durch Feuer vernichtet. 1661 übernahm der Braunschweiger Herzog Anton Ulrich die Ruinenreste von Langeleben. Er hielt den Ort für uralten herzoglichen Besitz und wollte ihn an sich nehmen, damit ihn nicht ein anderer Grundherr bei der Jagdausübung im Elm stören konnte. Vorhanden waren nur noch Mauerreste und ein Viehstall. Der Herzog nutzte das Gelände nicht, sondern ließ es mit Bäumen bepflanzen. 1686 wiesen die regierenden Herzöge das Gelände dem Erbprinzen August Wilhelm zu. Als passionierter Jäger ließ er abseits der Burgruine ab 1689 vermutlich durch den Baumeister Hermann Korb ein reich ausgestattetes Jagd- und Lustschloss erbauen. Es bestand aus einem zweistöckigen Bau mit Mittelrisalit und Walmdach, das mit weiteren Gebäuden viereckig um einen Hof gruppiert war. Im Jahre 1830 wurde das Schloss verkauft. Die größtenteils baufälligen Gebäude wurden abgerissen oder dem Verfall überlassen.

## Weitere Elm-Burgen
Auf dem bewaldeten Höhenrücken des Elm sind an verschiedenen Stellen weitere mittelalterliche Burgstandorte nachgewiesen:
- Die Reitlingsbefestigungen als vorgeschichtliche Ringwälle im Reitlingstal. Als Plateau im Inneren der „Krimmelburg“ gibt es eine mittelalterliche Burgstelle
- Die Elmsburg war ab dem 11. Jahrhundert eine mittelalterliche Burg inmitten eines frühgeschichtlichen Ringwalls. Ihre Reste liegen im Schöninger-Forst auf etwa 270 m Höhe oberhalb des Ortes Twieflingen.
- Burg Warburg war eine hochmittelalterliche Turmhügelburg eines Adelsgeschlechts am Osthang des Elms. Der Überlieferung zufolge wurde sie im Jahre 1200  erstürmt und gewaltsam zerstört, was archäologische Untersuchungen in den 1960er Jahren bestätigten.
- Wasserburg des Deutschritterordens am Großen Teich im Reitlingstal, später Vorwerk, keine Überreste, heute Weide- und Bauernhof.